# Apachelax
Apachelax (Oncorhynchus apache) är en fiskart som först beskrevs av Robert Rush Miller 1972. Apachelax ingår i släktet Oncorhynchus och familjen laxfiskar. IUCN kategoriserar arten globalt som akut hotad. Inga underarter finns listade i Catalogue of Life.

## Bildgalleri

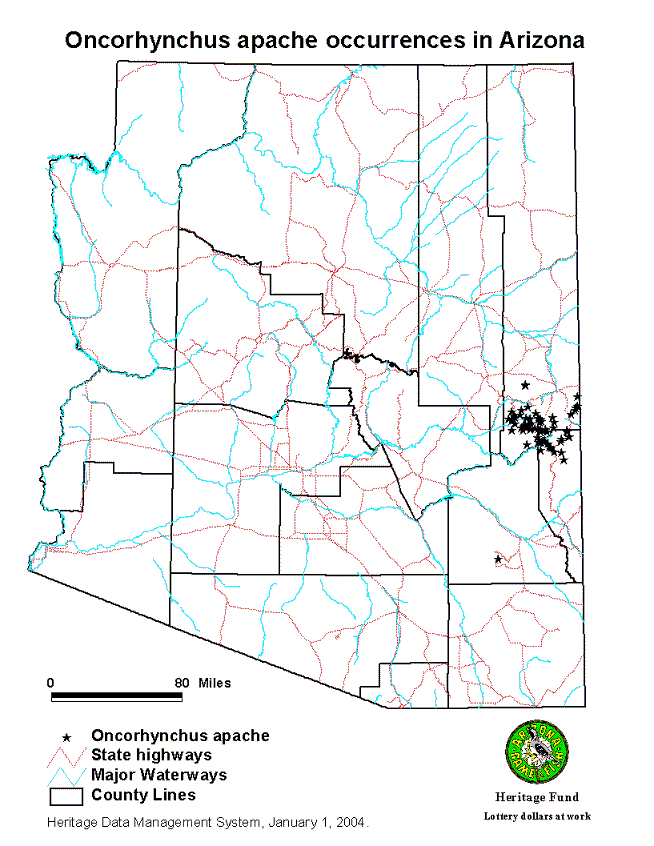